# Pectocythere pseudoamphidonta
Pectocythere pseudoamphidonta is een mosselkreeftjessoort uit de familie van de Pectocytheridae. De wetenschappelijke naam van de soort is voor het eerst geldig gepubliceerd in 1957 door Hanai.